# Alice de Lacy
Titres
Comtesse de Lincoln
5 février 1311 – 2 octobre 1348
(37 ans, 7 mois et 27 jours)
Comtesse de Salisbury
5 février 1311 – 22 mars 1322
(11 ans, 1 mois et 17 jours)
Alice de Lacy (25 décembre 1281 – 2 octobre 1348), suo jure 4e comtesse de Lincoln et 5e comtesse de Salisbury, est une importante femme de la noblesse anglaise du XIVe siècle. Seule fille et héritière des puissants pairs anglais Henry de Lacy, 3e comte de Lincoln, et Marguerite de Longue-Épée, 4e comtesse de Salisbury, elle est dotée d'un prestigieux lignage et détient dès la mort de ses parents d'immenses possessions qui jalonnent toute l'Angleterre, ce qui rend sa main très attractive dès son plus jeune âge. Mariée en premières noces au puissant magnat Thomas de Lancastre, 2e comte de Lancastre et neveu du roi Édouard Ier, Alice ne s'entend pourtant guère avec ce dernier. 
Enlevée en 1317 au cours d'une guerre privée, son destin devient dès cette date très mouvementé. En effet, libérée après son rapt, Alice est incarcérée par le roi Édouard II en 1322 à la suite de l'exécution de son époux Thomas et contrainte de renoncer à plusieurs de ses possessions. Remariée à Eubulus le Strange, elle est sérieusement fragilisée à sa mort en 1335 : enlevée puis violée par le chevalier Hugh de Freyne, Alice épouse son ravisseur et devient veuve une troisième fois en 1337. Dès lors, elle mène une existence retirée jusqu'à sa mort. En dépit de ces nombreuses mésaventures, Alice de Lacy est demeurée toutefois généreuse et respectée par ses vassaux.

## Biographie

### Origines, jeunesse et premier mariage
Née le jour de Noël de 1281 au château de Denbigh, Alice est l'unique fille d'Henry de Lacy, 3e comte de Lincoln, et de Marguerite de Longue-Épée, suo jure 4e comtesse de Salisbury. Sa mère Marguerite est l'arrière-petite-fille et héritière de Guillaume de Longue-Épée, un des fils illégitimes du roi d'Angleterre Henri II. Au cours de son enfance, deux accidents aux conséquences tragiques bouleversent le destin d'Alice : son frère aîné Edmund se noie dans un puits du château de Denbigh, tandis que son second frère John meurt en chutant d'un parapet du château de Pontefract. Leurs morts font d'Alice l'héritière des deux comtés détenus par ses parents, ce qui suscite l'intérêt de plusieurs magnats d'Angleterre qui désirent la fiancer à leurs propres héritiers. Le roi Édouard Ier saisit alors l'occasion de la fiancer en 1290 à son neveu Thomas de Lancastre, héritier des comtés de Lancastre et de Leicester. Leur mariage est célébré le 28 octobre 1294. En vertu du contrat de mariage, l'héritage d'Alice doit revenir à Thomas et à ses héritiers. Ainsi, Thomas conserve, de son vivant, le contrôle de l'héritage de son épouse. Si Alice vient à lui survivre, alors le contrôle de son héritage lui sera rendu à la mort de son époux et sera transmis, à son propre décès, aux héritiers de Thomas. Henry de Lacy parvient également à un accord avec le roi selon lequel si Alice n'a pas d'enfants, le comté de Lincoln reviendra à la couronne à sa mort,. 
À la mort de Marguerite de Longue-Épée, qui survient à une date inconnue au cours de l'année 1309, ses titres et possessions sont hérités en droit par son époux Henry de Lacy, qui peut en jouir librement jusqu'à sa propre mort. Devenu très proche de son beau-père depuis l'avènement de son turbulent cousin Édouard II au trône d'Angleterre en 1307, Thomas de Lancastre lui succède de jure uxoris à la tête des comtés de Lincoln et de Salisbury à son décès en février 1311. Thomas hérite de l'ensemble des biens de ses beaux-parents, qui lui reviennent légitimement au nom de son épouse Alice, et rend hommage au roi Édouard II pour ses nouvelles possessions quelques mois plus tard. Ayant déjà hérité des trois comtés dont il est l'héritier de plein droit depuis la mort de son père Edmond en 1296, Thomas de Lancastre devient en 1311 le magnat le plus puissant et le plus riche d'Angleterre, ce qui lui permet de revendiquer une position d'importance au sein du gouvernement de son cousin. Le mariage d'Alice avec Thomas de Lancastre n'est cependant pas heureux : ils n'ont aucun enfant et vivent séparés la plupart du temps. Alice réside seule dans le château de Pickering dans le Yorkshire, tandis que Thomas a plusieurs concubines et au moins deux enfants illégitimes.

### Premier enlèvement
Le 9 mai 1317, Alice est enlevée de son manoir de Canford, situé dans le Dorset, par des chevaliers appartenant au comte de Surrey et emmenée sous haute escorte au château de Reigate, bastion du comte. Les chroniqueurs contemporains ont soulevé le degré d'implication d'Alice dans son propre enlèvement et suggèrent qu'elle en aurait été complice. Surrey s'en est vraisemblablement pris à Alice afin d'humilier profondément Thomas de Lancastre, ce dernier ayant empêché l'année précédente sa procédure de divorce avec son épouse Jeanne de Bar et persuadé l'évêque de Chichester de condamner sa liaison adultérine avec Maud de Nereford et de l'excommunier. Il existe une anecdote selon laquelle l'un des chevaliers qui ont enlevé la comtesse de Lincoln, décrit comme un homme bossu et petit et prénommé Richard de Saint-Martin, aurait prétendu qu'Alice était son épouse au motif qu'il l'avait enlevée et épousée avant qu'elle ne soit fiancée avec Lancastre. Il est quasiment improbable que cet événement ait eu lieu puisqu'Alice a été fiancée alors qu'elle avait neuf ans et n'était âgée que de douze lorsqu'elle a épousé Thomas. Cette rumeur montre cependant à quel point Surrey est alors déterminé à humilier Thomas de Lancastre.
À la suite de l'enlèvement de son épouse, Thomas s'engage dans une guerre privée avec le comte de Surrey, mais n'a jamais exigé le retour d'Alice. Le comte de Lancastre semble avoir également considéré que son cousin, le roi Édouard II, avait été impliqué dans l'enlèvement de son épouse. On ignore à quelle date Alice a été libérée et où elle se trouvait entre 1317 et 1322. Certains sont enclins à croire, en se basant sur une ballade médiévale, qu'elle aurait divorcé de Thomas au cours de cette période,. Toutefois, le traitement ultérieur que lui inflige le roi semble indiquer qu'elle est restée mariée à Thomas. Lancastre est lui-même capturé à la bataille de Boroughbridge le 16 mars 1322 à la suite de l'échec d'une rébellion qu'il a conduite contre le roi. Il est exécuté six jours plus tard pour haute trahison au château de Pontefract, qui appartient à Alice mais dont il avait fait sa résidence favorite au cours des années précédentes. La mort de Thomas aurait dû permettre à Alice de prendre enfin contrôle de son vaste héritage. Les possessions de Thomas sont confisquées par la couronne pour félonie mais celles d'Alice ne sont pas concernées par l'ordre de saisie. Toutefois, Édouard II va mettre tout en œuvre pour punir l'épouse du traître et s'emparer de ses domaines.

### Emprisonnement sur ordre d'Édouard II
Quelques jours après la mort de son mari, à la fin du mois de mars 1322, Alice est arrêtée sur ordre du roi et incarcérée à York, aux côtés de sa belle-mère Joan Martin,,,. Emprisonnée et sous la menace d'une exécution, Alice remet entre les mains du roi, le 26 juin 1322, une grande partie des terres qu'elle a hérité de son père, afin de s'assurer de la confirmation d'une partie de ces biens. En réalité, il s'agit davantage d'une extorsion de fonds par le roi de certains domaines familiaux de son père qui lui avaient été cédés avant qu'il n'acquît le comté de Lincoln, tels Pontefract. En dépit des contraintes exercées par le roi, Alice est ensuite autorisée à conserver certains de ses domaines à vie par la « grâce spéciale » du roi. Le roi cède une grande partie des domaines extorqués à ses favoris, Hugues le Despenser père et fils. Ces derniers, qui ont été la cause de la rébellion de Thomas de Lancastre, sont tous deux impliqués dans la tentative royale d'obtenir « légalement » les domaines d'Alice. Hugues le Despenser l'Aîné reçoit ainsi Denbigh. Pour donner plus de crédibilité à la « légalité » de la cession de ses terres aux Despenser, le roi demande également à Alice de désigner Despenser le Jeune comme son « parent ».
Alice n'est libérée qu'après avoir versé une importante indemnité de 20,000 £ à la couronne. Ce n'est qu'en adjoignant cette somme qu'elle reçoit le droit de se remarier si elle le souhaite et de se voir accorder les terres qui lui restent de son héritage. Le 20 septembre 1322, Édouard lui confère le droit et l'héritage de la connétablie du château de Lincoln et lui restaure à vie la rente viagère que son père avait perçue en lieu et place du troisième centime du comté de Lincoln. Son comté de Salisbury est retourné à la couronne en mars 1322, mais son comté de Lincoln lui est restauré dès le mois de décembre 1322,,. Malgré sa bonne volonté et au mépris de sa libération, Alice est virtuellement placée par le roi Édouard en résidence surveillée pour sa « propre protection ». Parallèlement, elle est obligée de céder de plus en plus de terres relevant de son héritage personnel, notamment des terres ayant appartenu à sa mère Marguerite de Longue-Épée. Le comte de Surrey, qui l'avait faite enlever en 1317, reçoit une subvention à vie de plusieurs de ses manoirs localisés dans l'Ouest de l'Angleterre, tandis que Hugues le Despenser le Jeune prend possession de l'un de ses manoirs dans le Lincolnshire. Même si le roi Édouard III rétrocède à Alice certaines de ses propriétés à compter de 1331, ces restitutions ne sont que partielles et, de plus, réversibles à la couronne dès la mort d'Alice,.

### Deuxième mariage
En 1324, peut-être avant Pâques et assurément avant le 10 novembre, Alice épouse Eubulus le Strange, un baron de la petite noblesse des Marches galloises et plus particulièrement du Shropshire, qui avait par le passé servi son premier époux, Thomas de Lancastre. Alice est alors âgée de 42 ans lors de ses secondes noces et il est donc improbable qu'il ait été envisagé qu'elle puisse être encore fertile. En conséquence, il est considéré que son mariage avec Eubulus a été une union heureuse et affectueuse, d'autant qu'Eubulus décrit dans plusieurs documents son épouse comme sa « chère et aimante compagne » et n'a jamais réclamé le comté de Lincoln au nom de sa femme, bien qu'il en ait légalement eu le droit. Édouard II demeure toutefois inquiet à cause de ces nouvelles noces et exige que les possessions auxquelles Alice a renoncé avant son remariage soient confirmées par le couple comme appartenant désormais à la couronne. Ainsi, le roi veut-t-il sans doute éviter qu'Eubulus ne puisse les revendiquer. En récompense de sa coopération, Édouard confirme en retour à Alice les rentes viagères qu'il lui a accordées et la décharge des dettes qu'avait contractées de son vivant son premier époux Thomas de Lancastre,. 
En 1327, Édouard II est destitué par son épouse Isabelle de France et l'amant de cette dernière, Roger Mortimer, en faveur de son fils Édouard III. Le nouveau monarque est encore mineur et placé sous la régence de sa mère, qui s'approprie les terres d'Alice qui avaient été saisies par les Despenser. De son côté, Mortimer s'empare de Denbigh,. En 1330, Édouard III constate avec consternation que le régime de sa mère et Mortimer est devenu aussi inefficace et corrompu que celui de son père et des Despenser et décide de prendre les rênes du gouvernement. Mortimer est arrêté et exécuté sur son ordre, tandis que la reine-mère est confinée dans son douaire. Le jeune souverain récompense ceux qui l'ont aidé à se débarrasser des régents, dont son fidèle ami William Montagu auquel il remet la seigneurie de Denbigh ainsi que le comté de Salisbury, confisqué depuis 1322. Même s'il se sert d'une partie de l'héritage d'Alice pour gratifier ses partisans, Édouard n'oublie pas qu'Eubulus a été lui aussi impliqué dans la chute de Mortimer et l'en remercie en lui laissant reprendre possession de certains biens d'Alice. La brève période qui suit la prise du pouvoir d'Édouard III est très probablement la plus sûre au cours de la vie d'Alice. Elle et son époux reçoivent de nombreux honneurs, concessions de terres et d'argent, et de responsabilités de la part du roi. Eubulus meurt en septembre 1335 et Alice fait alors vœu de chasteté,.

### Second enlèvement et troisième mariage
Alice ne reste pas longtemps veuve, en raison de son riche héritage et malgré le fait qu'elle soit âgée de 54 ans. À la fin de l'année 1335 ou au début de l'année 1336, elle est enlevée de son château de Bolingbroke par le baron Hugh de Freyne qui, ignorant son vœu de chasteté, la viole. Une lettre du pape Benoît XII fait cependant reproche à Alice pour avoir « autorisé » le viol à avoir lieu. Alice devient l'épouse d'Hugh de Freyne avant le 20 mars 1336. L'historien Michael Prestwich décrit l'enlèvement de la façon suivante, dans The Three Edwards : 

« Au cours d'une scène dramatique au château de Bolingbroke en 1336, elle fut à nouveau enlevée, cette fois par Hugh de Frenes. Il entra dans le château avec la complicité de certains de ses serviteurs et la saisit dans le hall. 
Elle fut autorisée à monter dans sa chambre pour rassembler ses affaires et, lorsqu'elle est descendue, elle a été fermement placée sur un cheval. Ce n'est qu'à ce moment-là qu'elle a pris conscience de la gravité de sa situation et qu'elle s'est rapidement laissée tomber dans l'espoir de s'échapper. Elle a été remise sur sa monture, avec un palefrenier placé derrière elle pour la maintenir, et a été emmenée au château de Somerton. Là, selon le procès-verbal, Hugh l'a violée en violation de la paix du roi. Comme elle était dans la cinquantaine, il était probable que Hugh était davantage attiré par ses vastes domaines que par ses charmes physiques. Comme cela se produisait souvent dans les cas de viols médiévaux, le couple s'est rapidement marié ; il est possible qu'elle n'ait pas été une victime totalement réticente. »

Le mariage a lieu sans l'accord du roi Édouard III. Des ordres sont donc émis aux shérifs de Lincoln, d'Oxford et de nombreux autres comtés, pour saisir au nom du roi les terres et les biens d'Hugh de Freyne et d'Alice de Lacy et de les conserver ainsi jusqu'à nouvel ordre. Hugh et Alice s'échappent du château de Somerton, où le roi leur a ordonné de demeurer. Apparemment, la colère du roi se retrouve quelque peu tempérée, probablement grâce au paiement d'une amende, puisqu'un nouvel ordre est donné le 20 mars 1336 dans lequel il est demandé de remettre un message à Alice et Hugh de Freyne qui se trouvent alors à Newbury dans le Berkshire, et que d'autres manoirs sont restitués l'année suivante à la comtesse de Lincoln. Hugh de Freyne ne jouit pas longtemps du vaste héritage de son épouse, puisqu'il meurt dès décembre 1336 ou janvier 1337. Alice décide par conséquent de retourner à son vœu de chasteté,,.

### Dernières années, mort et succession
Le 4 mai 1337, Alice se plaint d'être une nouvelle fois emprisonnée. Le neveu et héritier d'Eubulus, Roger le Strange, accompagné de John de Lacy of Lacyes – le demi-frère illégitime d'Alice – et d'autres, entre avec fracas dans le château de Bolingbroke, emprisonne la comtesse, s'empare d'une vingtaine de ses chevaux, emporte plusieurs de ses biens et attaque nombre de ses serviteurs. La querelle entre Alice et Roger est néanmoins rapidement réglée et, dès le 20 juin suivant, Alice obtient l'autorisation d'accorder à Roger les domaines qui lui avaient été offerts par Édouard III lorsqu'elle était mariée avec Eubulus. Au cours des onze années qui séparent la mort d'Hugh de Freyne de la sienne, Alice reçoit à maintes reprises le soutien royal, notamment en réclamant des commissions d'oyer et terminer qui sont rapidement réunies et font l'objet d'enquêtes approfondies. Par ailleurs, quelques mois avant sa mort, Henri de Grosmont, son neveu-par-alliance lors de son premier mariage avec Thomas de Lancastre, comparaît au nom de la comtesse de Lincoln pour présenter une pétition lors d'une action en justice contre du vandalisme exercé sur une de ses terres. On peut cependant supposer qu'Henri agit par intérêt personnel, puisqu'il est héritier des terres de Lincoln en vertu du contrat du premier mariage d'Alice et parce que le braconnage en question concerne un des domaines qui est censé lui revenir. Néanmoins, l'historienne Linda Mitchell estime que sa prise de responsabilité au nom d'Alice peut être considérée « comme une marque de respect pour la femme si honteusement lésée par sa famille ». 
Alice meurt sans descendance à l'abbaye de Barlings le 2 octobre 1348 à l'âge de 66 ans et y est enterrée aux côtés de son deuxième époux Eubulus le Strange. Le comté de Lincoln s'éteint à sa mort, faute de descendants directs. Selon les termes du contrat de son premier mariage, les terres restantes de son héritage paternel sont transmises à son neveu-par-alliance Henri de Grosmont, tandis que celles de son héritage maternel sont héritées par son cousin James Audley, qui est également le fils issu du second mariage de sa belle-mère Joan Martin, veuve de son père Henry de Lacy. Cependant, par rapport aux vastes manoirs qu'Alice possédait autrefois en raison de son héritage de Lincoln et de Salisbury, elle n'a comparativement que peu de possessions à léguer après sa mort. Beaucoup de ses terres ont en effet été confisquées au profit de la couronne en 1322 et, en ce qui concerne les terres restaurées par Édouard II et Édouard III, elle n'a pu les obtenir qu'à condition qu'elles reviennent à la couronne à sa mort. Quant aux autres concessions de terres accordées conjointement par le roi à elle et son mari Eubulus, celles-ci sont héritées par son neveu-par-alliance Roger le Strange,.